# Whitehall (Henry Morrisson Flagler)
 (février 2020).
La mise en forme du texte ne suit pas les recommandations de Wikipédia : il faut le « wikifier ».
Les points d'amélioration suivants sont les cas les plus fréquents :
- Les titres sont pré-formatés par le logiciel. Ils ne sont ni en capitales, ni en gras.
- Le texte ne doit pas être écrit en capitales (les noms de famille non plus), ni en gras, ni en italique, ni en « petit »…
- Le gras n'est utilisé que pour surligner le titre de l'article dans l'introduction, une seule fois.
- L'italique est rarement utilisé : mots en langue étrangère, titres d'œuvres, noms de bateaux, etc.
- Les citations ne sont pas en italique mais en corps de texte normal. Elles sont entourées par des guillemets français : « et ».
- Les listes à puces sont à éviter, des paragraphes rédigés étant largement préférés. Les tableaux sont à réserver à la présentation de données structurées (résultats, etc.).
- Les appels de note de bas de page (petits chiffres en exposant, introduits par l'outil «  Source ») sont à placer entre la fin de phrase et le point final[comme ça].
- Les liens internes (vers d'autres articles de Wikipédia) sont à choisir avec parcimonie. Créez des liens vers des articles approfondissant le sujet. Les termes génériques sans rapport avec le sujet sont à éviter, ainsi que les répétitions de liens vers un même terme.
- Les liens externes sont à placer uniquement dans une section « Liens externes », à la fin de l'article. Ces liens sont à choisir avec parcimonie suivant les règles définies. Si un lien sert de source à l'article, son insertion dans le texte est à faire par les notes de bas de page.
- La présentation des références doit suivre les conventions bibliographiques. Il est recommandé d'utiliser les modèles {{Ouvrage}}, {{Chapitre}}, {{Article}}, {{Lien web}} et/ou {{Bibliographie}}. Le mode d'édition visuel peut mettre en forme automatiquement les références.
- Insérer une infobox (cadre d'informations à droite) n'est pas obligatoire pour parachever la mise en page.

Pour une aide détaillée, merci de consulter Aide:Wikification.
Si vous pensez que ces points ont été résolus, vous pouvez retirer ce bandeau et améliorer la mise en forme d'un autre article.
Pour les articles homonymes, voir Whitehall (homonymie).

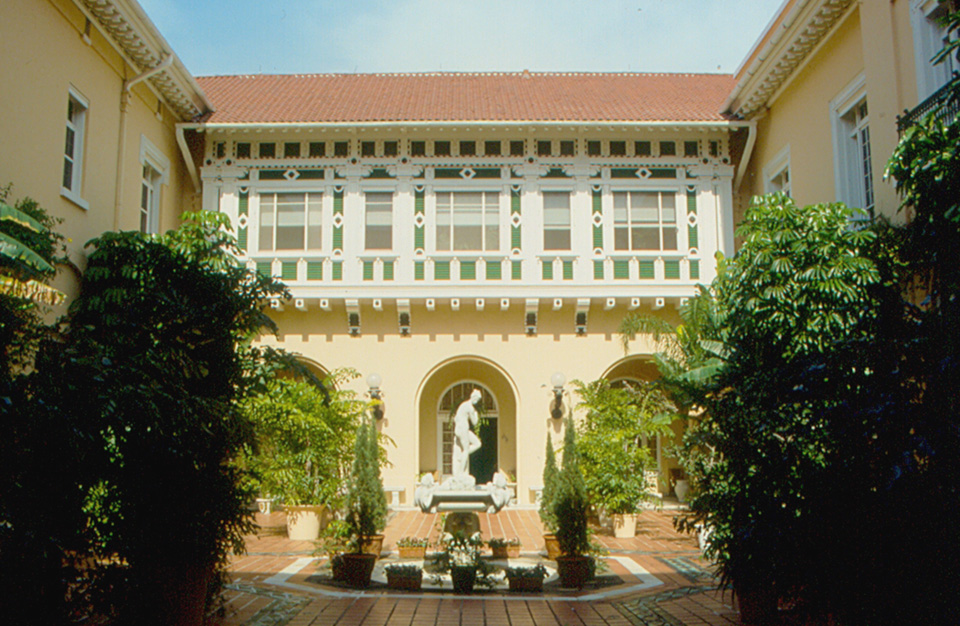
Le jardin interieur de Whitehall.

Whitehall est un manoir construit pendant le Gilded Age (littéralement « période dorée » ou « âge doré »), de 75 chambres ouvert au public à Palm Beach, en Floride, aux États-Unis. Achevé en 1902, il est un exemple majeur de l'architecture néoclassique des Beaux-Arts conçue par Carrère and Hastings (en) pour Henry Flagler, un chef de file de l'industrie à la fin du XIXe siècle et un développeur de premier plan de la Floride en tant que destination touristique. Le bâtiment est répertorié au National Historic Landmark (site historique national). Il abrite aujourd'hui le Musée Flagler, du nom de son bâtisseur.

## Histoire

### Construction de la bâtisse
Henry Flagler a construit le manoir comme cadeau de mariage pour sa femme, Mary Lily Kenan Flagler. Le terrain sur lequel a été construit Whitehall a été acheté pour 50 000 $ en 1893 par Henry Flagler. La demeure fut achevée à temps pour qu'Henry Flagler et sa femme emménagent le 6 février 1902. Le couple utilisa la maison comme retraite d'hiver de 1902 jusqu'à la mort d'Henry Flagler en 1913.
Henry Flagler chargea les mêmes architectes responsables de son Hôtel Ponce de León à Saint Augustine, John Carrère et Thomas Hastings, de concevoir Whitehall. Carrère et Hastings, formés chacun à l'École des Beaux-Arts de Paris, apprentis de la firme new-new-yorkaise McKim, Mead and White, pratiquaient le style d'architecture des Beaux-Arts (alors rendu populaire lors de l'Exposition universelle de 1893 à Chicago). Ces architectes ont également collaboré à la conception d'autres monuments de l'âge d'or tels que la New York Public Library et le manoir de la cinquième avenue de Henry Clay Frick.
Carrère et Hastings ont conçu l'extérieur de Whitehall, l'aménagement intérieur et ont complètement contrôlé la conception du hall d'entrée en marbre et de son double grand escalier. Whitehall a été construit sur Brelsford Point, situé sur la rive est de Lake Worth, avec le Royal Poinciana Hotel (situé au nord) et le Breakers Hotel (à l'est). Whitehall est entouré d'une clôture en fer forgé très décorée, l'une des clôtures les plus impressionnantes de son époque.
La firme new-yorkaise Pottier & Stymus a conçu et réalisé le look intérieur de la maison avec des pièces d'époque dans des styles tels que Louis XIV, Louis XV, Louis XVI, la Renaissance italienne et François Ier.

### Transformation en un hôtel de luxe
Pendant les hivers passés par les Flaglers à Whitehall, le couple se divertissait constamment. Henry Flagler décède des suites d'une blessure subie lors d'une chute d'un escalier en marbre à Whitehall en 1913, à l'âge de 83 ans,. La maison est restée fermée jusqu'à la saison 1916. Mary Lily n'a visité la maison qu'une fois en 1917 en tant que récente épouse de Robert Worth Bingham. Lorsque Mary Lily décède plus tard cette année-là, Whitehall est laissé à sa nièce, Louise Clisby Wise Lewis. Mme Lewis vend Whitehall à un groupe d'investisseurs qui ajouta une tour de onze étages sur le côté ouest et convertit toute la structure en hôtel. Carrere et Hastings étaient les architectes de la reconstruction de 1925. En 1939, la somme s’élève à 4.000.000 $ et elle est le deuxième plus grand hôtel de Palm Beach. L'hôtel fonctionna de 1925 à 1959, période au cours de laquelle la partie d'origine de la maison fut utilisée avec des salles de divertissement.

### Le Musée Henry Morrison Flagler
En 1959, l'ensemble du bâtiment risquait d'être rasé. La petite-fille d'Henry Flagler, Jean Flagler Matthews, apprit cela et forma une société à but non lucratif, le Musée Henry Morrison Flagler, pour acheter la propriété en 1959. L'année suivante, Whitehall est ouvert au public avec un grand « Restoration Ball » le 6 février 1960.
Aujourd'hui, près de 100.000 personnes du monde entier visitent le musée Flagler chaque année.

## Architecture et jardins
Le New York Herald décrivait Whitehall, la demeure de Palm Beach d'Henry Flagler comme « la plus merveilleuse que n'importe quel palais en Europe, plus grande et plus magnifique que toute autre habitation privée dans le monde ». Il a été conçu dans le style Beaux Arts; destiné à rivaliser avec les demeures extravagantes de Newport, Rhode Island.
À la différence de ces maisons du nord, Whitehall n'avait ni dépendances ni structures subsidiaires. Il n'y avait pas non plus de jardins élaborés ou cultivés. Les plantes, les fleurs, les arbres et les arbustes ont pu pousser sans aide.
Le manoir est construit autour d'une grande cour centrale en plein air et s'inspire des palais d'Espagne et d'Italie. D'une hauteur de trois étages avec plusieurs ailes, le manoir compte 55 chambres entièrement restaurées et meublées avec des pièces d'époque. Ces chambres sont grandes avec des sols en marbre, des murs et des colonnes, des peintures murales au plafond et de lourdes dorures.

### Le pavillon Flagler Kenan
Inauguré officiellement le 4 février 2005, le pavillon Flagler Kenan de 4,5 millions de dollars est le premier ajout à la propriété depuis 1925. Le pavillon de 750 mètres carrés porte le nom du magnat et de William R. Kenan, Jr. , ingénieur, ami et beau-frère de Flagler. Il a été conçu à la manière des Beaux-Arts par Jeffery W. Smith de Smith Architectural Group, Inc., basé à Palm Beach, et a pris près de quatre ans à être construit. L'exposition présentée dans ce pavillon est le wagon n° 91 restauré de Flagler. Il abrite également le Pavilion Café saisonnier. 

#### Le wagon d'Henry Flagler
Le wagon privé no 91 d'Henry Flagler est exposé au pavillon Flagler Kenan du musée. Construit en 1886 pour l'usage personnel d'Henry Flagler, le wagon a été acquis par le Musée en 1959 comme un artefact de l'histoire de la Floride et une partie importante de l'histoire de Flagler. En 1967, de nombreuses recherches ont été effectuées pour redonner au wagon no 91 son apparence à l'époque d'Henry Flagler. Depuis lors, de nouvelles informations sur l'apparence originale du wagon sont disponibles auprès du Musée National d'Histoire Américaine, de la Smithsonian Institution, des Archives d'État du Delaware State et du Hagley Museum and Library. Ces documents, y compris la commande originale du wagon no 91, constituent la base de sa conservation actuelle.
L'intérieur et l'extérieur du wagon no 91 ont été restaurés dans leur aspect d'origine en 1912, lorsque Henry Flagler a voyagé par ce wagon le long de l'Overseas Railroad pour célébrer cet exploit technique phénoménal et l'achèvement du Florida East Coast Railway, de Saint Augustine à Key West.

## Référence
1. ↑  (en) « Whitehall Flagler Museum », sur destination360.com.
2. ↑  (en) Gail Clement, « Everglades Biographies », sur everglades.fiu.edu.
3. ↑  (en) « Whitehall », sur flaglermuseum.us.
4. ↑  (en) « Henry Morrision Flager Museum (Whitehall) », sur nps.gov.
5. ↑  (en) « Sunday, Arts and Entertainment », Palm Beach Post,‎ 16 janvier 2005.